# Teorema do elemento primitivo
Em matemática, mais especificamente em teoria dos corpos, o teorema do elemento primitivo fornece uma caracterização das extensões de corpo finitas as quais são simples e então podem ser geradas pela adjunção de um único elemento primitivo (extensão simples).